# Guineu voladora de Taylor
La guineu voladora de Taylor (Pteropus pumilus) és una espècie de ratpenat de la família dels pteropòdids. Viu a Indonèsia i les Filipines. El seu hàbitat natural són els boscos secundaris de plana ben desenvolupats, tot i que també se la troba a matollars. Està amenaçada per la caça i la desforestació.